# Dominique Baratelli
Dominique Baratelli (Nice, 26 december 1947) is een Frans voormalig keeper, die 21 keer uitkwam voor het nationale elftal.

## Clubcarrière
Baratelli begon zijn carrière bij amateurclub Cavigal Nice. Hij maakte zijn professionele debuut in 1967 na zijn overgang naar eerstedivisionist AC Ajaccio. In 1971 verhuisde hij naar OGC Nice, waar hij tot 1978 onder de lat stond. In deze periode kwam hij voor het eerst uit voor Les Bleus. Hij speelde op de WK's van 1978 en 1982. Op het WK van '78 speelde hij slechts één keer, in de groepswedstrijd tegen Argentinië (1-2), waar hij inviel voor de geblesseerde Jean-Paul Bertrand-Demanes na 55 minuten.
In 1978 verhuisde Baratelli naar Paris Saint-Germain waarmee hij de Franse beker in 1982 en 1983 won, en waar hij in 1985 zijn professionele carrière beëindigde. Vandaag de dag is hij trainer van het jeugdelftal van de Zuid-Franse stad Cagnes-sur-Mer.

## Interlandcarrière
Baratelli speelde 21 wedstrijden voor het nationale elftal, en werd nog eens 25 keer opgeroepen als reservekeeper. Hij speelde 593 wedstrijden in de Ligue 1, waarmee hij derde staat op de lijst van voetballers met de meeste wedstrijden in die competitie. Hij scoorde twee keer in zijn hele carrière.

## Erelijst
- 1982: Franse beker met Paris Saint-Germain
- 1983: Franse beker met Paris Saint-Germain